# Pinto (Santiago del Estero)
Pinto è una città dell'Argentina, appartenente alla provincia di Santiago del Estero, situata a 245 km dal capoluogo provinciale.